# Municipio de Sedan
El municipio de Sedan (en inglés: Sedan Township) es un municipio ubicado en el condado de Chautauqua en el estado estadounidense de Kansas. En el año 2010 tenía una población de 1435 habitantes y una densidad poblacional de 11,13 personas por km².

## Geografía
El municipio de Sedan se encuentra ubicado en las coordenadas 37°8′55″N 96°10′7″O / 37.14861, -96.16861. Según la Oficina del Censo de los Estados Unidos, el municipio tiene una superficie total de 128.95 km², de la cual 127.51 km² corresponden a tierra firme y (1.12%) 1.44 km² es agua.

## Demografía
Según el censo de 2010, había 1435 personas residiendo en el municipio de Sedan. La densidad de población era de 11,13 hab./km². De los 1435 habitantes, el municipio de Sedan estaba compuesto por el 91.57% blancos, el 0.42% eran afroamericanos, el 3.48% eran amerindios, el 0.07% eran asiáticos, el 0.14% eran isleños del Pacífico, el 1.74% eran de otras razas y el 2.58% pertenecían a dos o más razas. Del total de la población el 4.04% eran hispanos o latinos de cualquier raza.